# Boris Kaufman
Boris Kaufman, ros. Борис Абрамович Кауфман (ur. 24 sierpnia 1897 w Białymstoku, zm. 24 czerwca 1980 w Nowym Jorku) – amerykański operator filmowy, brat radzieckich filmowców: reżysera Dzigi Wiertowa i  operatora Michaiła Kaufmana.

## Życiorys
Boris Kaufman urodził się w Białymstoku, w rodzinie Abla Kaufmana, księgarza pochodzenia żydowskiego i Fajgi z domu Halpern. Po pobycie w głębi Rosji w czasie I wojny światowej i uzyskaniu przez Polskę niepodległości, osiedlił się w niej wraz z rodzicami. Jego bracia, Denis (bardziej znany jako Dziga Wiertow) oraz Michaił pozostali w ZSRR, gdzie zdobyli pozycję czołowych twórców filmów awangardowych i propagandowych. Kontakt Borisa Kaufmana z rodzeństwem, do końca jego życia ograniczał się jedynie do korespondencji. Boris ukończył studia na Sorbonie i zajął się kinematografią. Współpracował min. z Jeanem Vigo i Dmitrijem Krisanoffem. Po wybuchu II wojny światowej Boris Kaufman wstąpił do armii francuskiej, po upadku Francji wyemigrował do Kanady, gdzie razem z Johnem Griersonem pracował dla National Film Board of Canada. 

## Nagrody
W roku 1942 przeniósł się do USA gdzie realizował filmy krótkometrażowe i dokumentalne. Pracę w Hollywood rozpoczął współpracą z Elią Kazanem. Realizując zdjęcia do jego filmów zdobył za Na nabrzeżach (ang. On the Waterfront) Oscara w 1954, oraz Złoty Glob w 1955. Kolejnym owocem współpracy obu twórców była nominacja do Oscara za zdjęcia do filmu Baby Doll. Pracował również z Sidneyem Lumetem, odpowiadając za zdjęcia do Dwunastu gniewnych ludzi i The Pawnbroker.

## Filmografia
W trakcie swej ponad 40-letniej pracy zawodowej współpracował przy realizacji 68 filmów długo- i krótkometrażowych oraz seriali i programów telewizyjnych.

### Krótkometrażowe
- 1927:
  - Les Halles centrales (czas – 7')
  - La marche des machines (9')
- 1930:
  - A propos Nicei (dokument/komedia: 24')
  - L'équipe (dokument)
- 1931: Taris, roi de l'eau (dokument/sport: 10')
- 1932: Le mile de Jules Ladoumègue (dokument/sport: 39')
- 1933: Pała ze sprawowania (komediodramat: 44')
- 1934: Lui... ou... elle (dramat sensacyjny: 44')
- 1935:
  - Torture (dramat sensacyjny: 39')
  - Vilaine histoire (sensacyjny: 44')
  - Perfidie (sensacyjny: 39')
  - Les berceaux (dramat muzyczny: 5')
- 1936: Jeune fille au jardin (5')
- 1940: La fontaine d'Aréthuse (fantasy/muzyczny: 8')
- 1944: Hymn of the Nations (dokument/muzyczny: 31')
- 1945: A Better Tomorrow
- 1947: Journey Into Medicine (dokument: 38')
- 1949:
  - The Lambertville Story (muzyczny: 10')
  - Southward Ho Ho! (komedia: 11')
  - Roller Derby Girl (dokument/sport: 10')
  - The Football Fan (komedia: 11')
  - Caribbean Capers (komedia muzyczna: 10')
  - Neighbors in the Night (11')
- 1950:
  - The Rhumba Seat (komedia: 10')
  - Country Cop (kryminał: 10')
  - Preface to a Life (obyczajowy: 28')
- 1951: The Gentleman in Room 6 (obyczajowy)
- 1952:
  - Musiquiz (muzyczny: 10')
  - Leonardo da Vinci (dokument: 45')
- 1961: Challenge of Change (dokument)
- 1965: Film (obyczajowy: 20')

### Fabularne
- 1933:
  - Le client du numéro 16 (sensacyjny: czas – 47')
  - Le chemin du bonheur (komediodramat: 102')
- 1934:
  - Atalanta (komedia: 89')
  - Zu-Zu (musical: 92')
  - Le père Lampion (komedia: 98')
- 1936:
  - On ne roule pas Antoinette (komedia: 77')
  - Oeil de lynx, détective (komedia kryminalna: 73')
  - Klokslag twaalf (dramat kryminalny: 89')
  - Quand minuit sonnera (kryminał: 80')
- 1937:
  - L'homme sans coeur (obyczajowy: 88')
  - De man zonder hart (obyczajowy: 80')
  - Cinderella (musical: 95')
- 1938:
  - Êtes-vous jalouse? (komedia: 100')
  - Les gaietés de l'exposition (komedia: 90')
- 1939:
  - Fort Dolorès (western: 93')
  - Le veau gras (obyczajowy: 85')
- 1940
  - Sérénade (dramat obyczajowy: 90')
- 1954:
  - Na nabrzeżach (kryminał: 108')
  - Garden of Eden (obyczajowy: 67')
- 1956:
  - Singing in the Dark (kryminał: 84')
  - Patterns (obyczajowy: 83')
  - Crowded Paradise (dramat: 94')
  - Laleczka (komediodramat: 114')
- 1957:
  - Dwunastu gniewnych ludzi (dramat sądowy: 96')
- 1959:
  - Co za kobieta? (dramat wojenny: 92')
- 1960:
  - Jak ptaki bez gniazd (melodramat: 119')
- 1961:
  - Wiosenna bujność traw (melodramat: 124')
- 1962: Zmierzch długiego dnia (dramat: 174')
- 1963:
  - Gone Are the Days! (komediodramat: 99')
  - Tam, gdzie dom (obyczajowy: 97')
- 1964:
  - Świat Henry’ego Orienta (komediodramat: 106')
  - Lombardzista (obyczajowy: 116')
- 1966: Przyjaciółki (dramat: 150')
- 1968:
  - Żegnaj, Braverman (komediodramat: 94')
  - Braterstwo (dramat kryminalny: 96')
  - W napięciu (dreszczowiec: 104')
- 1970: Powiedz, że mnie kochasz, Junie Moon (komediodramat: 113')